# Flat

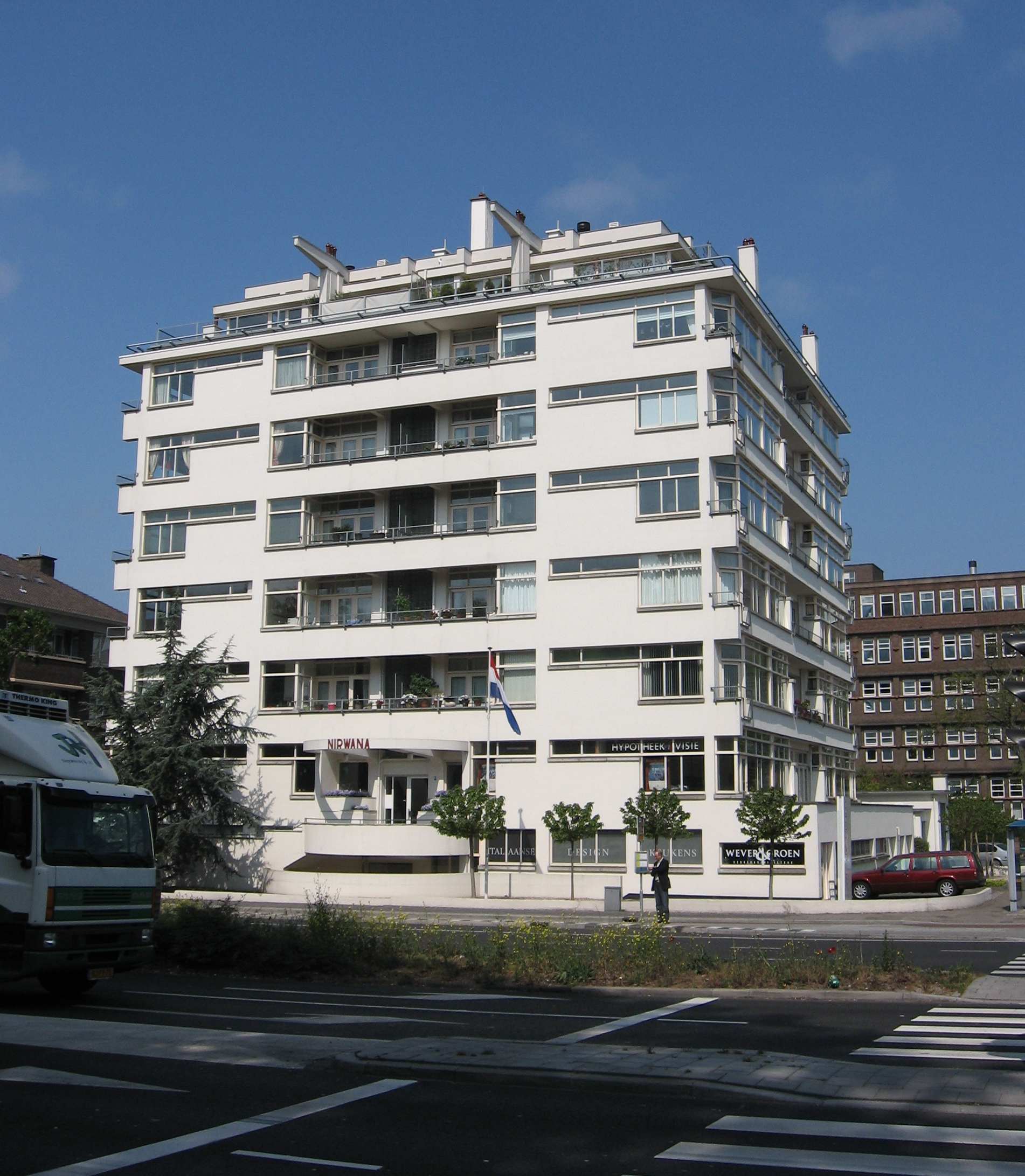
Nirwana-flat

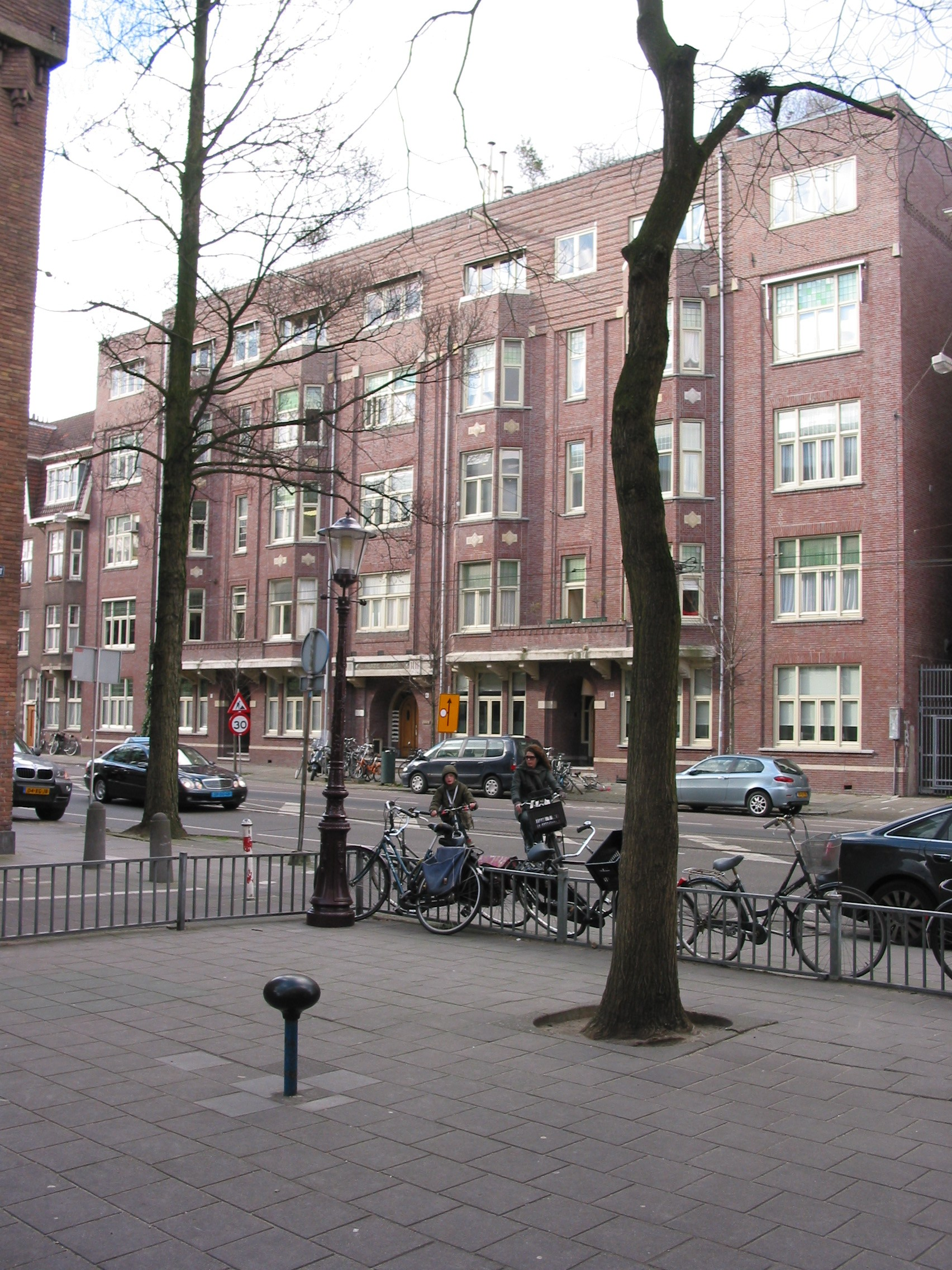
Huize Loma

Een flat is een woning van één verdieping in een gebouw met meerdere woonlagen, een flatgebouw of appartementencomplex. In het Nederlands (niet in het Engels) wordt het hele flatgebouw ook wel flat genoemd. De termen flatwoning en flatgebouw voorkomen onduidelijkheid. De Nederlandse uitspraak van flat is doorgaans: flet.
Een flatwoning heeft vaak een balkon. Soms is dat slechts een Frans balkon.

## Taalgebruik
Het woord is in ieder geval afgeleid van het Engelse woord flat. Een verklaring is dat flat in het Engels vlak, plat (omdat alle kamers gelijkvloers, d.i. op hetzelfde niveau, liggen) betekent. Een andere verklaring is dat het is afgeleid van het Flatiron Building, een vroeg hoog gebouw in New York.
Zeer grote flatgebouwen worden afkeurend soms wel aangeduid met termen als woonkazerne, mensenpakhuis of antropotheek.

## Geschiedenis
In zekere zin had architect F.A. Warners met zijn Amsterdamse Huize Loma in 1914 ook al een vorm van wonen gecreëerd die men als flat zou kunnen betitelen. Het werd destijds als etagewoning benoemd; het is een goed voorbeeld van een portiekflat. Volgens sommigen is het eerste flatgebouw in Nederland de in 1930 opgeleverde Nirwana-flat in Den Haag aan de Benoordenhoutseweg van architecten Jan Duiker en Jan Wiebenga. Dit gebouw werd slechts 24 meter hoog in plaats van de oorspronkelijk voorgestelde 60 meter. Als snel volgde de Rotterdamse Bergpolderflat en de Amsterdamse Wolkenkrabber.

## Typen
- Een woning die meerdere woonlagen beslaat, bijvoorbeeld een slaapverdieping boven de woonverdieping, wordt in Nederland maisonnette genoemd.
- Wanneer de huisdeuren van de woningen in een flat op een galerij of gang uitkomen, spreekt men in Nederland vaak van een 'galerijflat'.
- In het andere geval zijn de flatwoningen direct vanaf het trappenhuis en de eventuele lift te bereiken. Zulke flatwoningen (en flatgebouwen met zulke woningen) worden portiekflat genoemd. Meestal heeft een portiek twee flats op elke verdieping. Bij een groot flatgebouw heeft dit type het nadeel dat meerdere trappenhuizen en eventuele liften nodig zijn.

## Problemen

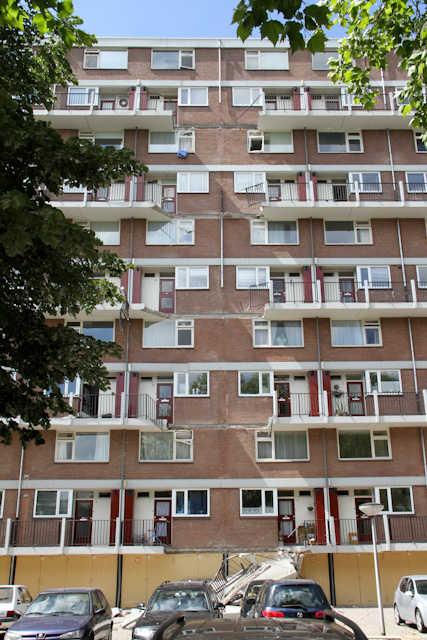
Antillenflat Leeuwarden mei 2011

Bij galerijflats uit de jaren zestig en zeventig treft men vaak een gemetselde kopgevel aan. Sinds 2002 zijn van dit type kopgevel verscheidene gevallen van losraken en instorten bekend. De populaire benaming hiervoor is baksteenregen. Daarnaast is er sinds 2011 nog een problematiek er bij gekomen. In mei 2011 bezweek één galerijplaat van de 5e woonlaag van de Antillenflat in Leeuwarden als gevolg van een te lage ligging van de hoofdwapening, een hoge belasting vanuit de dekvloer en de aanwezigheid van putcorrosie. In zijn val nam deze enkele galerijplaten van de lager gelegen verdiepingen mee. Onderzoek bij een aantal soortgelijke galerijflats heeft uitgewezen dat dit geen incident betrof. In opdracht van het ministerie van Binnenlandse Zaken en Koninkrijksrelaties en AEDES werd een inspectieprotocol opgesteld.
Op 1 januari 2016 is door minister Blok van Wonen een onderzoeksplicht ingesteld voor galerijflats gebouwd voor 1975. Dit staat in een wijziging van het Bouwbesluit 2012, die op 22 december 2015 in de Staatscourant gepubliceerd is.

## Overige voorbeelden

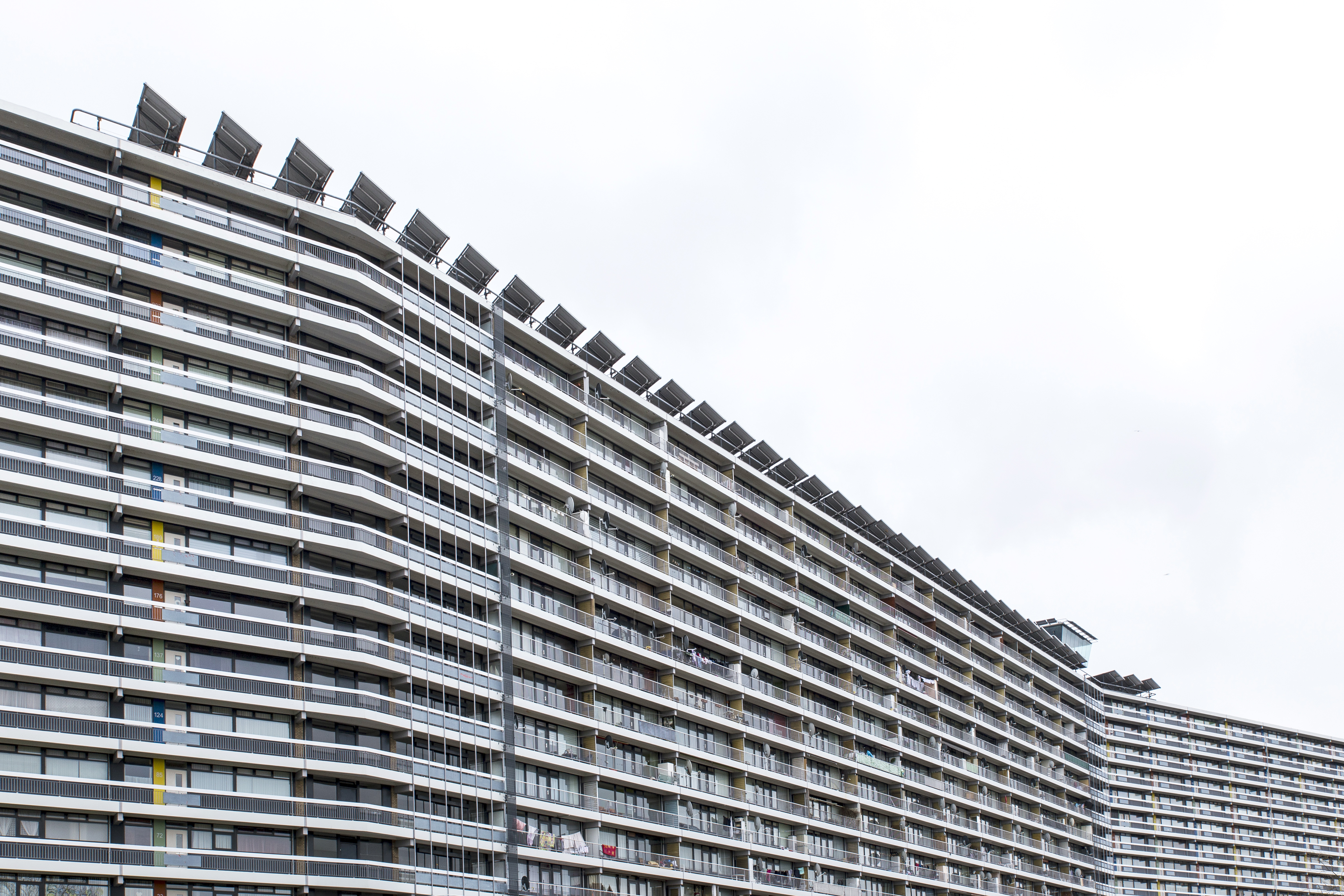
De Brandaris-flat in Zaandam
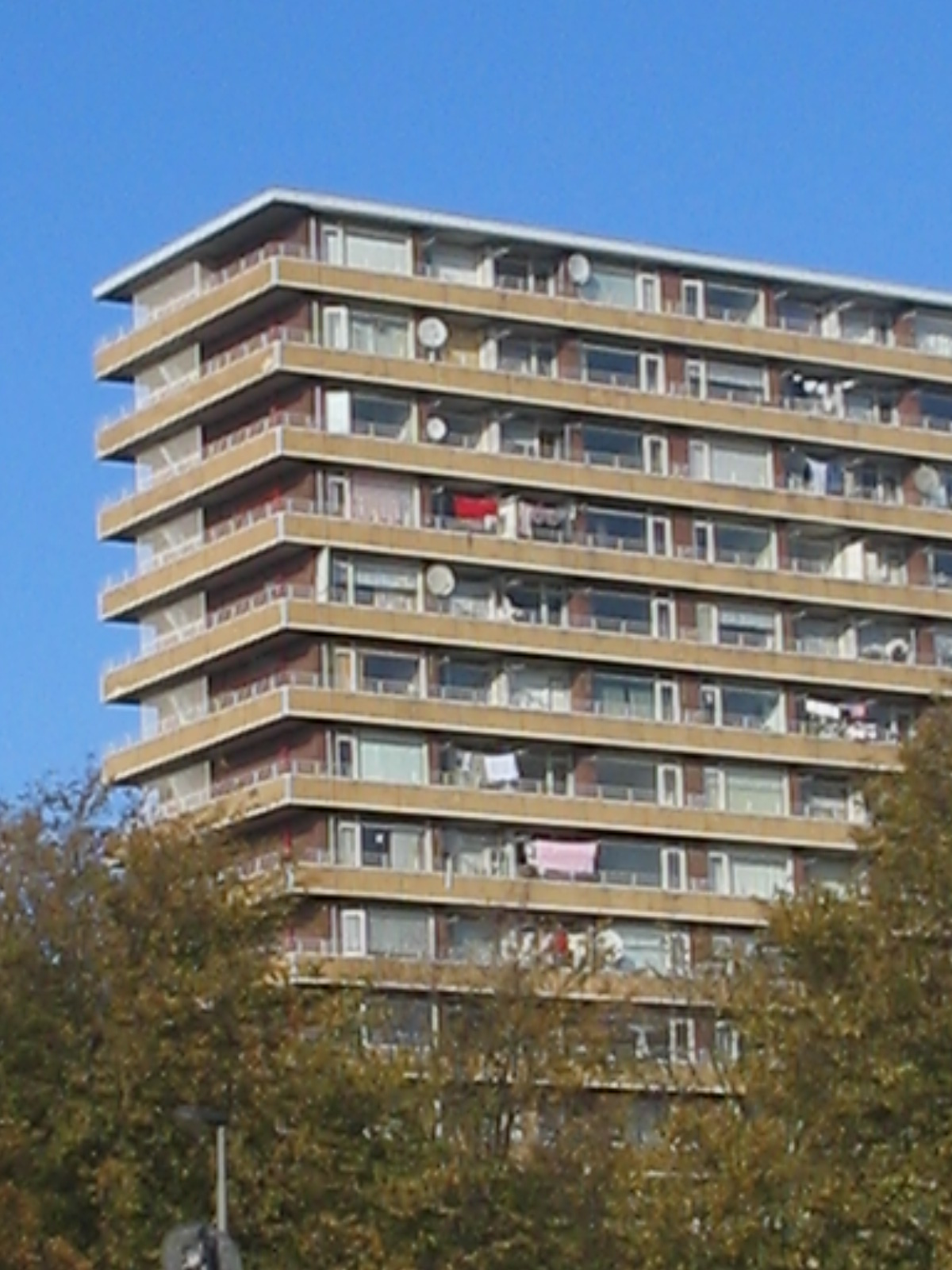
Flatgebouw
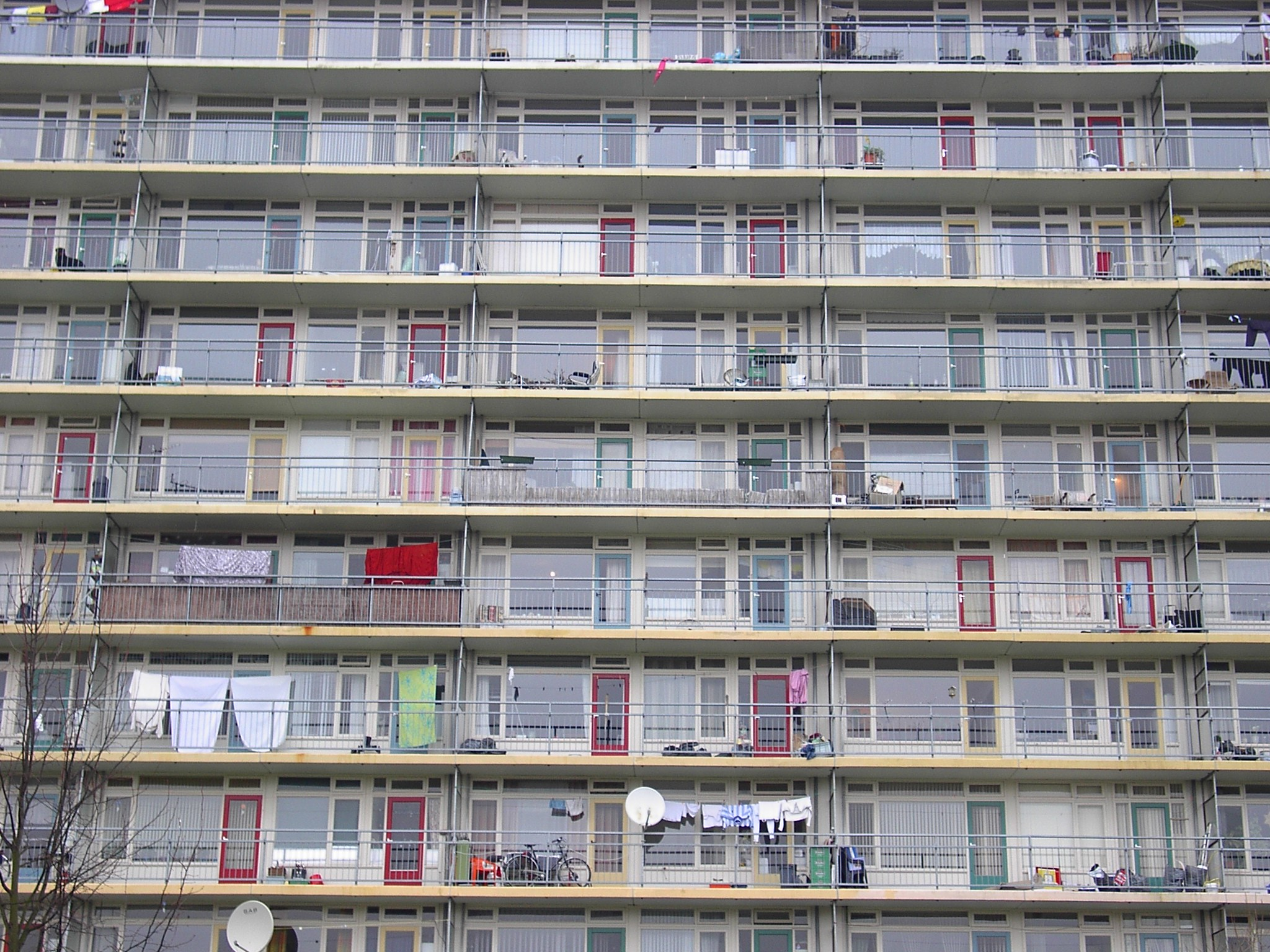
Galerijflat
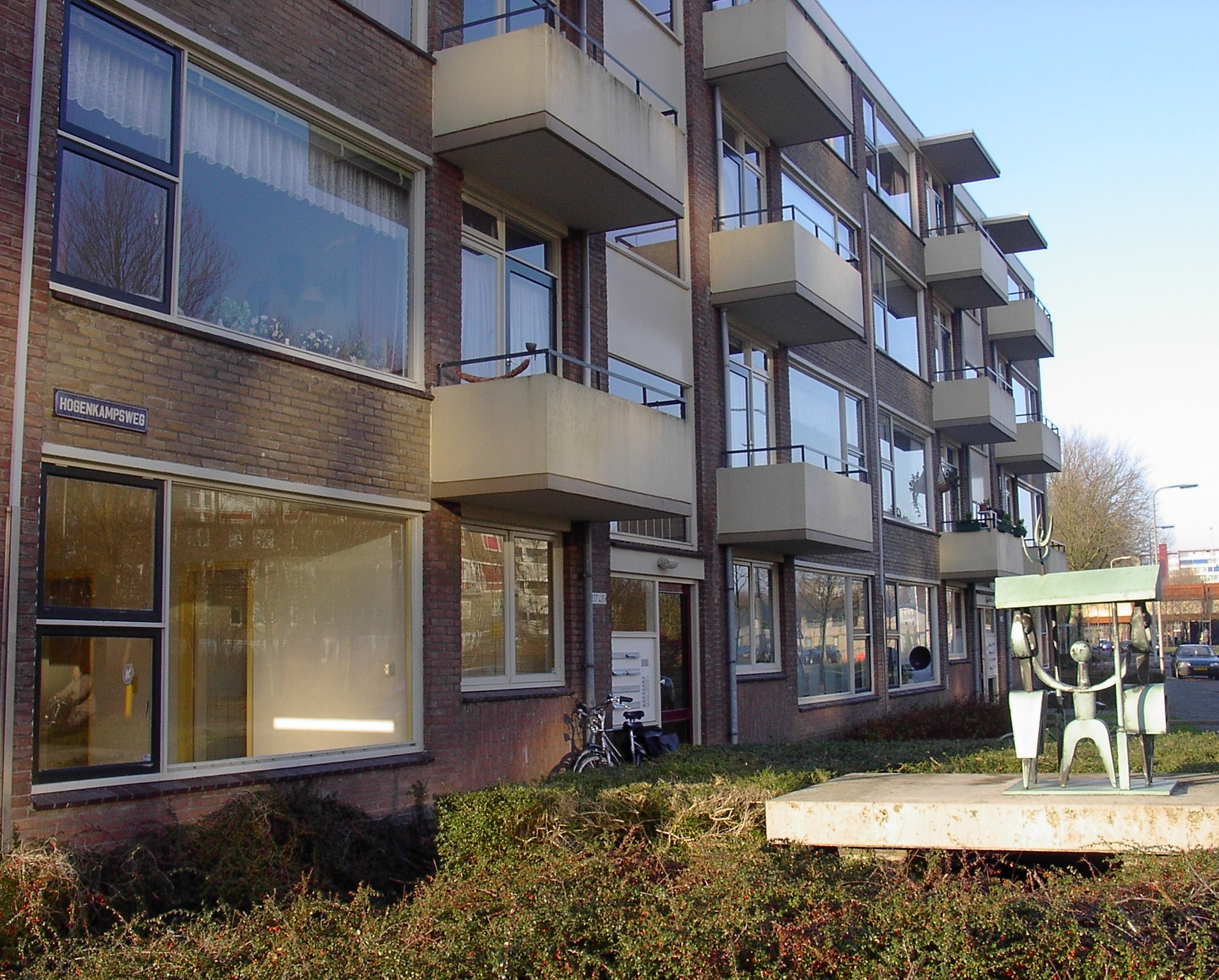
Portiekflat
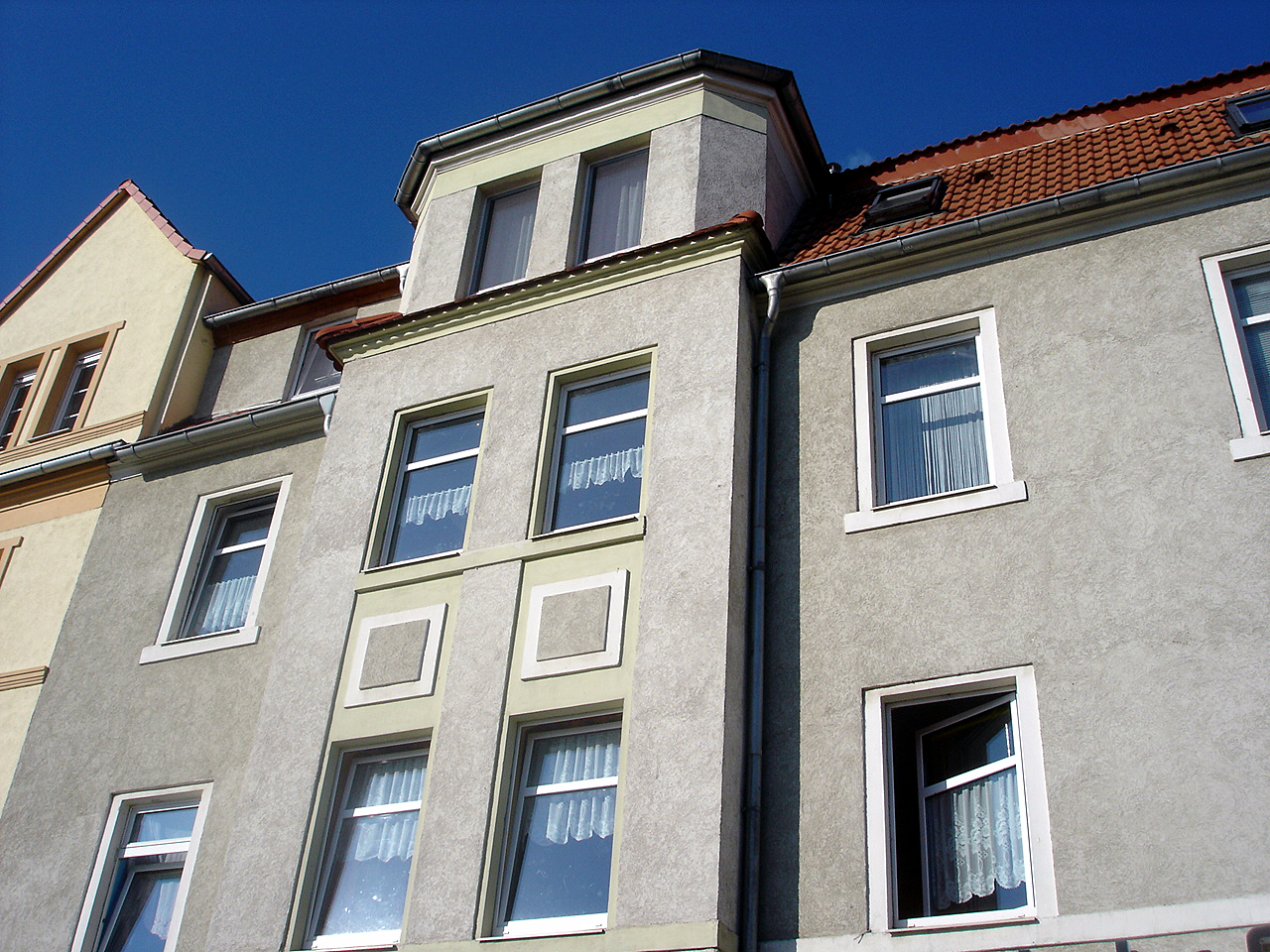
Duitse Portiekflat
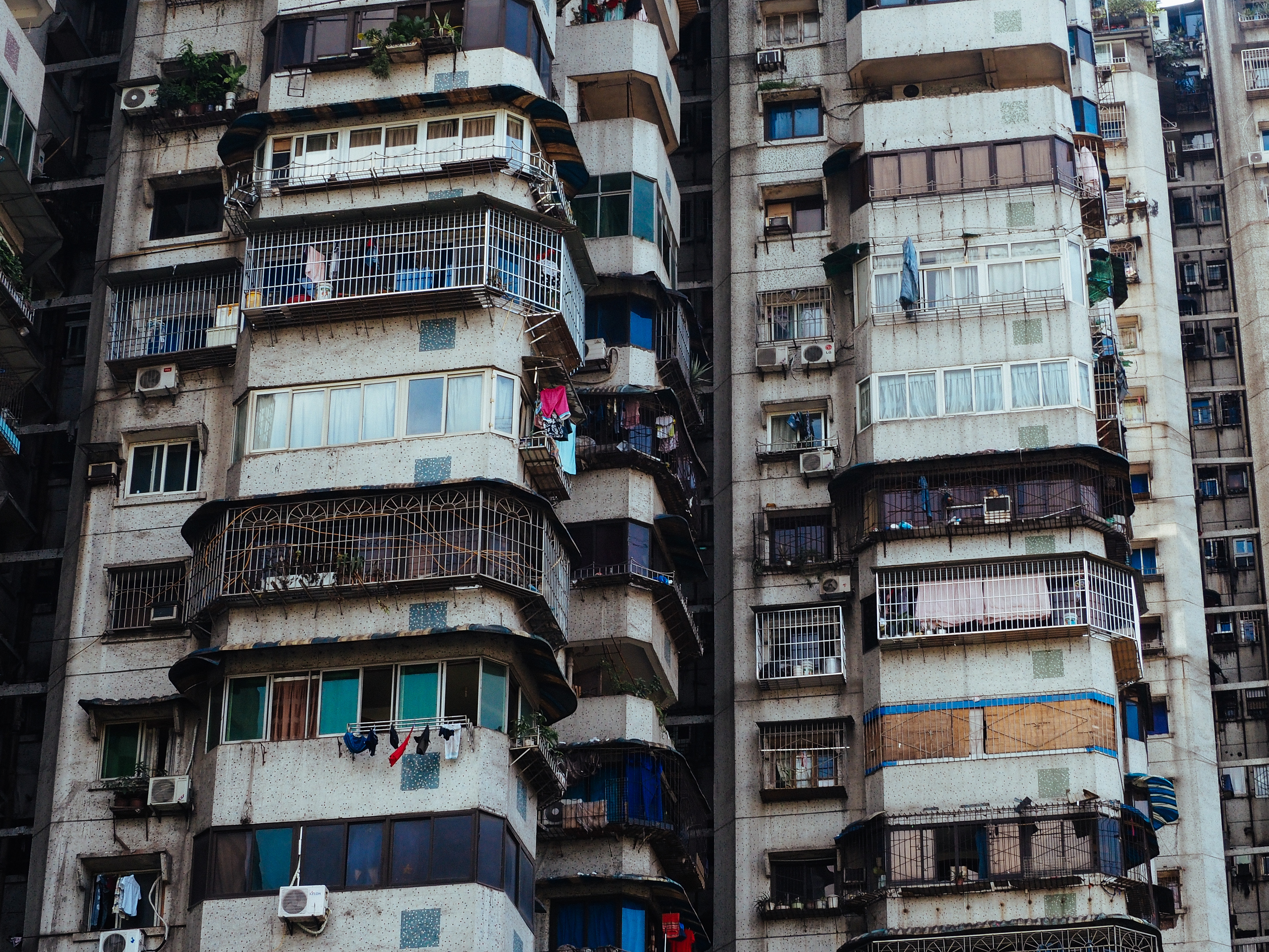
Flat in China